# Georgi Sokolov
Georgi Sokolov (bulharskou cyrilicí Георги Соколов) (19. června 1942, Sofie - 27. června 2002, Sofie) byl bulharský fotbalista, útočník.

## Fotbalová kariéra
V bulharské lize hrál za FK Spartak Plovdiv, Levski Sofia a FK Dunav Ruse, nastoupil ve 194 ligových utkáních a dal 58 gólů. S Levski Sofia získal dva mistrovské tituly a dvě vítězství v bulharském fotbalovém poháru. V Poháru mistrů evropských zemí nastoupil ve 2 utkáních a dal 1 gól v Poháru vítězů pohárů nastoupil ve 2 utkáních. Za reprezentaci Bulharska nastoupil v letech 1959–1967 ve 14 utkáních a dal 5 gólů. Byl členem bulharské reprezentace na Mistrovství světa ve fotbale 1962, nastoupil v utkání proti Maďarsku, ve kterém dal gól.

## Ligová bilance
| Ročník                                | Zápasy | Góly | Klub               |
| ------------------------------------- | ------ | ---- | ------------------ |
| 1. bulharská fotbalová liga 1957      | 1      | 0    | FK Spartak Plovdiv |
| 1. bulharská fotbalová liga 1958/1959 | 12     | 2    | Levski Sofia       |
| 1. bulharská fotbalová liga 1959/1960 | 22     | 4    | Levski Sofia       |
| 1. bulharská fotbalová liga 1960/1961 | 20     | 7    | Levski Sofia       |
| 1. bulharská fotbalová liga 1961/1962 | 9      | 4    | Levski Sofia       |
| 1. bulharská fotbalová liga 1962/1963 | 29     | 11   | Levski Sofia       |
| 1. bulharská fotbalová liga 1963/1964 | 16     | 6    | Levski Sofia       |
| 1. bulharská fotbalová liga 1964/1965 | 17     | 8    | Levski Sofia       |
| 1. bulharská fotbalová liga 1965/1966 | 18     | 5    | Levski Sofia       |
| 1. bulharská fotbalová liga 1966/1967 | 9      | 2    | Levski Sofia       |
| 1. bulharská fotbalová liga 1967/1968 | 28     | 6    | Levski Sofia       |
| 1. bulharská fotbalová liga 1968/1969 | 6      | 0    | Levski Sofia       |
| 1. bulharská fotbalová liga 1968/1969 | 7      | 0    | FK Dunav Ruse      |
| CELKEM 1. bulharská fotbalová liga    | 194    | 58   |                    |